# AEF info
Pour les articles homonymes, voir AEF.
AEF info (anciennement Agence Éducation et Formation ou AEF) est éditeur de presse en ligne du secteur de l'éducation créé en 1998, dont les clients sont des médias, des entreprises, de grandes collectivités et institutions du monde de l'éducation, et le ministère de l'éducation nationale, pour qui  il produit aussi de la communication  institutionnelle depuis 2020.

## Histoire
Le groupe de presse AEF info est créée par Marc Guiraud, qui la quitte en septembre 2011[réf. nécessaire]. Elle a été dirigée entre 2009 et 2010 par Danielle Deruy (ex-journaliste de l’Agence France-Presse), et est maintenant[Quand ?] dirigée par son mari, Raymond Soubie, (qui a dirigé le Groupe Liaisons entre 1985 et 1990, puis fut conseiller de Nicolas Sarkozy sur les affaires sociales entre 2007 et octobre 2010). Depuis début 2011, elle est aussi détenue par Raymond Soubie. En 2020, elle est dirigée par Raymond Soubie, Danielle Deruy et Philippe Kienast.
En juillet 2025, AEF info rachète le média Novethic.

## Activité
Les six services d'information spécialisés d'AEF info diffusent à leurs abonnés une information continue par courrier électronique et via l'application mobile.
Les services d'information se déclinent en plusieurs thématiques :
- Enseignement Recherche : Enseignement scolaire, Enseignement supérieur, Cursus & Insertion, Recherche & Innovation et Data Sup Recherche ;
- Social RH : Politiques de l'emploi, Ressources humaines, Formation professionnelle, Protection sociale, Réforme des retraites, Fonction publique et l'hebdo CFA ;
- Développement Durable : Énergies & Environnement et RSE & Gouvernance ;
- Habitat Urbanisme : Logement social & Habitat et Urbanisme & Aménagement ;
- Sécurité Globale : Sécurité publique et Sécurité privée ;
- Ville Intelligente.